# Норильский горно-металлургический комбинат имени А. П. Завенягина
Норильский горно-металлургический комбинат имени А. П. Завенягина — советское, российское промышленное предприятие по добыче полезных ископаемых и металлургии цветных металлов.
Основные производственные мощности находились на территории Норильского промышленного района. С 1989 года входит в состав ОАО ГМК «Норильский никель». Юридически в настоящее время является Заполярным филиалом ПАО «ГМК „Норильский никель“».
Заполярный филиал ПАО «ГМК „Норильский никель“» производит 85 % российских никеля и кобальта, около 70 % меди и более 95 % металлов платиновой группы, а также серебро, селен, теллур, серу.
Добыча на месторождениях Норильского рудного района ведётся в основном подземным способом. Считается, что в районе находятся около 35 % разведанных мировых запасов никеля, 10 % меди, 15 % кобальта и 40 % платиноидов.

## История
Первые полезные ископаемые Норильского рудного района были найдены в 1840-х годах, когда экспедиция Александра Миддендорфа обнаружила здесь уголь. В 1860-х годах Фёдор Шмидт описал найденные на месторождении, позже названном Норильск-1, уголь и поверхностную медную руду.
Возникновение и развитие Норильского комбината связано с открытием и геологической разведкой Норильского месторождения медно-никелевых руд в районе горы Шмидта (ранее утёс Медвежий угол) в 1910—1920 годах геологической партией под руководством Н. Н. Урванцева. В 1935 году руководством СССР было принято решение о постройке рудников и обогатительной фабрики непосредственно в Норильске.
С «Норильским никелем» связана история возникновения одного из самых северных городов мира — Норильска и одной из самых северных горно-металлургических площадок мира — Норильского промышленного района (Большого Норильска).
23 июня 1935 года Совет Народных Комиссаров СССР принял постановление «О строительстве Норильского комбината» и о передаче «Норильскстроя» в состав НКВД СССР, что положило начало строительству на Таймыре, почти в 2000 км к северу от Красноярска, крупнейшего в стране горно-металлургического комплекса.
25 июня 1935 года был издан приказ НКВД СССР «Об организации строительства Норильского никелевого комбината» (приложение: перечень продовольственного и вещевого довольствия заключённых, занятых на строительстве Норильского комбината, месячная норма вознаграждений для заключенных Норильского лагеря НКВД). Строительство комбината велось силами заключённых «Норильлага», в том числе переброшенных в Норильск из Соловецкой тюрьмы.
10 марта 1939 года на Малом металлургическом заводе был получен первый медно-никелевый штейн, а спустя 3 месяца — 16 июня 1939 года — завод выдал первый файнштейн.
Статус рабочего поселка Норильску присвоили в 1939 году, когда были выплавлены первые сотни тонн чернового никеля (штейна). В 1942 году был получен электролитный никель, в 1943 году — электролитная медь, а в 1944 году — кобальт и первые тонны платиноидов.
Накануне Великой Отечественной войны в состав Норильского комбината входили малый металлургический, кислородный, коксовый и ремонтно-механический заводы, временная электростанция, три угольные и три рудные штольни, карьеры песчаника и известняка, железная дорога, аэропорт, порт в Дудинке.
В годы Великой Отечественной войны Норильский комбинат не только продолжал активное строительство, но и внёс значительный вклад в укрепление обороноспособности страны. В 1941 году строительную программу перевыполнили в два раза. Уже 1 мая 1942 первые 1100 килограммов электролитного никеля отправили в Красноярск по воздуху. Огромную роль в налаживании производства сыграли эвакуированные рабочие и инженеры с никелевого комбината в Мончегорске. К 1944 году в Норильске производили, по разным оценкам, от 40 до 60 процентов советского никеля. Никель использовался для производства танковой брони. С 1942 года в Норильске производился также кобальт, который применялся во многих авиационных деталях.
В послевоенные годы активное развитие комбината вывело комбинат на лидирующие позиции в цветной металлургии страны: уже в 1953 году комбинат производил 35 % никеля, 12 % меди, 30 % кобальта и 90 % платиноидов от общего производства этих металлов в Советском Союзе.
К 1940-м годам относится и создание второй производственной площадки современного «Норильского никеля» — комбината «Петсамоникель» (в настоящее время — площадка «Печенганикель» ОАО «Кольская горно-металлургическая компания»), расположенного в северо-западной части Кольского полуострова. Комбинат был построен в 1940 году компанией «Inco» на той части территории Финляндии, которая после Великой Отечественной войны отошла к СССР. Он расположен в посёлке Никель Мурманской области. 
Как свидетельствуют документы, к 1970 году Норильский комбинат уже стал «промышленным гигантом»: заводы постоянно пополнялись молодыми рабочими, которые приезжали на север за высоким заработком и комфортными бытовыми условиями быстро развивающегося города.
Крупнейшей вехой в истории «Норильского Никеля» становится открытие в 1966 году Октябрьского месторождения медно-никелевых руд и основание рядом с ним города Талнах. В течение следующих 10 лет в окрестностях Талнаха были построены рудники и обогатительная фабрика, а в 1979 году — введён в строй Надеждинский металлургический завод (с двумя дымовыми трубами высотой 250 метров каждая), самое крупное металлургическое предприятие города Норильска и «Норильского никеля». В середине 1980-х для комбината была спроектирована дымовая труба высотой 420 метров (идентичная трубе Экибастузской ГРЭС-2), однако данный проект не был осуществлён.

## Приватизация
В 1989 году постановлением Совета Министров СССР было принято решение о создании «Государственного концерна по производству цветных металлов „Норильский никель“», в который, по принципу общей технологической схемы переработки сульфидных медно-никелевых руд, вошли Норильский комбинат, комбинаты «Печенганикель» и «Североникель», Оленегорский механический завод, Красноярский завод цветных металлов и институт «Гипроникель».
В ходе последующих акционирования, приватизации, залогового аукциона и организационных преобразований бывший Норильский горно-металлургический комбинат полностью влился в структуру и стал основной частью современного «Норильского никеля». Государственный пакет акций «Норильского никеля» был куплен в 1997 году компанией, близкой к структурам «Интерроса» и «ОНЭКСИМ» Банка, принадлежащих Владимиру Потанину и Михаилу Прохорову. Цена пакета составила $ 250 млн. В начале «нулевых» Прохоров продал свою долю Олегу Дерипаске.

## Руководители комбината
- Матвеев Владимир Зосимович (1935—1938) — начальник Норильскстроя
- Завенягин Авраамий Павлович (1938—1941) — начальник Норильскстроя, директор комбината
- Панюков Александр Алексеевич (1941—1948) — директор комбината
- Зверев Владимир Степанович (1948—1954)
- Логинов Алексей Борисович (1954—1957)
- Дроздов Владимир Васильевич (1957—1962)
- Долгих Владимир Иванович (1962—1969)
- Машьянов Николай Порфирьевич (1969—1973)
- Колесников Борис Иванович (1973—1988)
- Филатов Анатолий Васильевич (1988—1996) — последний директор комбината, председатель концерна и первый президент РАО «Норильский никель».

## Экология
По данным экологической организации Гринпис, комбинат является крупнейшим в мире рукотворным источником загрязнения атмосферы двуокисью серы.